# Szilágyi Szilárd
dr. Szilágyi Szilárd (Silaro) (Siklós, 1959. június 13.) magyar festőművész.

## Élete
Szülei pedagógusok. Édesapja a magyarbólyi, bakócai, bükkösdi nevelőotthonok igazgatója volt, édesanyja tanítói, tanári végzettsége után gyógypedagógusi, később pszichológusi diplomát is szerzett. Apja a pécsi Apáczai Nevelési és Általános Művelődési Központ igazgatójaként, anyja a Nevelési Tanácsadó vezetőjeként ment nyugdíjba. 1964-ben Pécsre költöztek, Eszter húga már ott született.
Iskoláit Pécsett végezte. A Gyakorló Általános iskolában német nyelvet is tanult. Mivel abban az időben aktívan sportolt, öttusázott, az akkori Komarov Gimnázium (ma Babits Mihály Gyakorló Gimnázium) sporttagozatán kezdte a középiskolát, azonban később a Széchenyi Gimnáziumban érettségizett. Humán érdeklődése miatt a Jogi Egyetemre felvételizett, majd a sorkatonai szolgálat után meg is kezdte tanulmányait. Diplomáját 1983-ban kapta kézhez. Az egyetemi évek alatti szakmai gyakorlatok során világossá vált számára, hogy a hivatali munka, a kötöttség nem neki való. A Pécsi Galériában kezdett dolgozni, mivel a képzőművészet iránti érdeklődése az egyetemi évek alatt komolyra fordult. Ezt a munkát – viszonylagos kötetlensége, változatossága miatt – szerette, 1985-ben mégis váltott, vállalkozóként teljesen a maga ura lett.
A természet szeretetéből fakadóan a fák, vizek, állatok, halak állandó motívumai képeinek. A színekkel, formákkal, ritmusokkal, az emberek groteszk, néha torz ábrázolásával a világhoz való viszonya, gondolatai, érzései vetülnek a vászonra, papírra.

## Kiállításai
Számos egyéni és csoportos kiállításon vett részt, a fontosabbak a következők:
- 1984 Pécs, Helyőrségi Művelődési Otthon
- 1985 Kecskemét
- 1987 Frankfurt am Main (Wasserweg Galéria)
- 1988 Budapest, FMK (Fiatal Művészek Klubja) Galéria
- 1988 Pécs (Kisgaléria)
- 1989 Békéscsaba (Tégla Galéria)
- 1990 Frankfurt am Main (McCann Erikson Galéria, Galéria Arietta)
- 1991 Pécs, Kisgaléria (Dechandt Antal szobrászművésszel)
- 1991 Párizs, Ader Tajan Aukciós Ház
- 1992 Budapest, (Galéria by Night)
- 1996 Pécs, Képcsarnok – Ferenczy terem
- 2001 Pécsi Galéria Pincegalériája
- 2004 Pécs, Civil Közösségek Háza
- 2008 Kalocsa, Városi Galéria (Dechandt Antal szobrászművésszel)
- 2009 Pécsi Galéria
- 2011 Budapest (Melange Gallery)
- 2016 Pécs, Hungary
- 2016 Budapest (Union Gallery)